# Lynden Pindling
Lynden Oscar Pindling (ur. 22 marca 1930 w Nassau, zm. 26 sierpnia 2000 tamże) – polityk bahamski; pierwszy czarnoskóry premier kolonii Bahamów w latach 1967-1973 i pierwszy premier niepodległych Bahamów w latach 1973-1992. Przewodniczący Postępowej Partii Liberalnej (Progressive Liberal Party, PLP).